# Synopa
Synopa (tur. Sinop, gr. Σινώπη, łac. Sinope) – miasto w północnej Turcji, nad Morzem Czarnym, ośrodek administracyjny prowincji Synopa. Port handlowy i rybacki a także kąpielisko morskie. W 2022 roku w mieście mieszkało 57 404 mieszkańców. Miasto leży na pograniczu historycznych krain Paflagonii i Pontu.

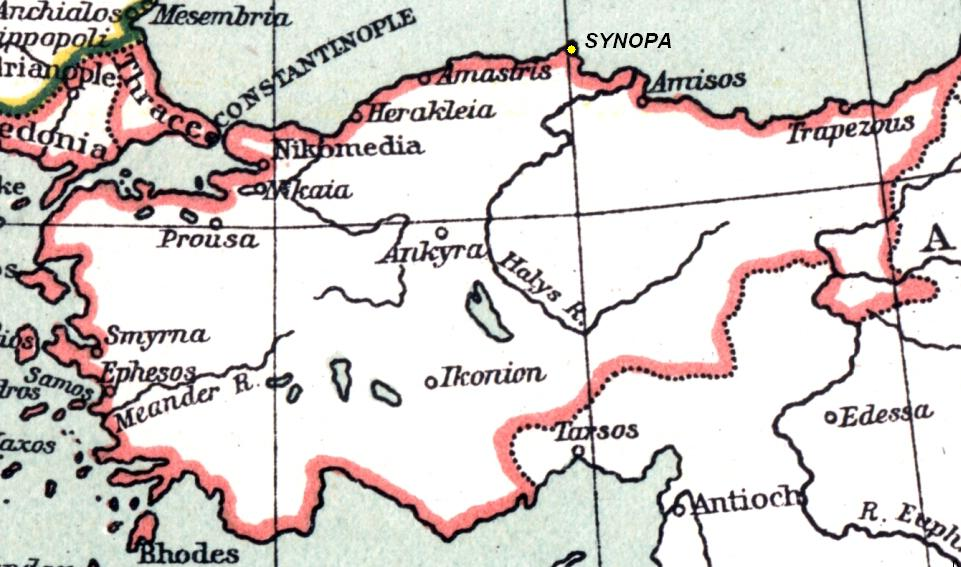
Synopa pod panowaniem bizantyjskim, około 910 roku

## Historia miasta

### Starożytność
W miejscu obecnej Synopy istniała pierwotnie osada Hetytów. Jednakże właściwe miasto zostało założone w VII wieku p.n.e. przez greckich osadników z Miletu. Miasto szybko rozwinęło się jako ważny port czarnomorski, biło własną monetę, a nawet zaczęło zakładać własne kolonie.
W IV w. p.n.e. na pewien czas miasto znalazło się pod władzą Persów. Później weszło w skład imperium Aleksandra Wielkiego i jego państw sukcesyjnych. W 183 roku p.n.e. zostało zajęte przez helleńskiego władcę Farankesa I, który przeniósł tu stolicę królestwa Pontu.
W 70 roku p.n.e. miasto zdobył rzymski wódz Lukullus i przyłączył je do republiki. Od tej pory Synopa dzieliła losy reszty państwa rzymskiego. Po podziale cesarstwa znalazła się w granicach jego części wschodniej, określanej potem jako Cesarstwo Bizantyńskie.

### Średniowiecze
W czasach bizantyjskich miasto było jednym z najważniejszych, czarnomorskich portów cesarstwa, gdyż leżało przy ważnym szlaku handlowym, biegnącym wzdłuż wybrzeża morskiego. Było ono również siedzibą biskupstwa.
Pod koniec XI wieku Synopa znalazła się przejściowo w rękach Seldżuków. Miasto odzyskał cesarz Aleksy I Komnen. Po zdobyciu Konstantynopola przez uczestników IV krucjaty miasto zajął Dawid I Wielki Komnen i przyłączył je do Cesarstwa Trapezuntu. W 1214 w stronę miasta zmierzał ze swoim wojskiem cesarz Teodor I Laskarys. Skłoniło to Seldżuków do zajęcia miasta i tym samym oddzielenia posiadłości Trapezuntu od Cesarstwa Nikei.
W XIV i w pierwszej połowie XV wieku miastem władali na wpół niezależni emirowie, lawirujący pomiędzy państwem Komnenów, a innymi państwami tureckimi. W 1461 roku miasto zdobył sułtan Mehmed II.

### Czasy nowożytne i współczesność
W 1853 podczas wojny krymskiej, w pobliżu Synopy Rosjanie pokonali flotę turecką (patrz Bitwa pod Synopą).

## Zabytki
- Meczet Alladyna

## Znani mieszkańcy miasta
- W Synopie urodził się i został pochowany Mitrydates VI Eupator - najsłynniejszy król Pontu.
- Pochodzi stąd także słynny filozof, przedstawiciel szkoły cyników - Diogenes z Synopy.
- Wychowankiem miasta jest też Difilos z Synopy, znany grecki poeta, żyjący na przełomie IV i III wieku p.n.e..
- Z Synopy pochodzi Marcjon, chrześcijański teolog, twórca herezji marcjonizmu.

## Miasta partnerskie
- Çorlu
- Ar-Rifa
- Izki
- Tallin
- Mosjøen
- Murmańsk
- Warna